# ISO 14000
ISO 14000（アイエスオーいちまんよんせん、アイソいちまんよんせん、イソいちまんよんせん）は、国際標準化機構 (ISO) が発行した環境マネジメントシステムに関する国際規格 (IS) 群の総称。ISO 14000および環境ISOと称呼するときは、主として「要求事項」を定めたISO 14001を指す。
ISO 14000シリーズは、1992年の地球サミットをきっかけとして規格の策定が始まり、1996年から発行が開始された。（より正確には、地球サミット前に創設された持続可能な開発のための経済人会議 (BCSD) が国際標準化機構に対して、環境についての国際規格の作成に取り組むよう要請を行った。）

## ISO 14001

### 概要
ISO 14000ファミリーが支援する環境マネジメントシステム (EMS: Environmental Management Systems) が満たさなければならない事項を定めた規格がISO 14001である。
組織（企業、各種団体など）の活動・製品およびサービスによって生じる環境への影響を持続的に改善するためのシステムを構築し、そのシステムを継続的に改善していくPDCAサイクルを構築することが要求されている。この中で、有害な環境影響（環境への負荷）の低減、有益な環境影響の増大、組織の経営改善および環境経営が期待されている。ただし、環境パフォーマンスの評価に関する具体的な取決めはなく、組織は自主的にできる範囲で評価を行うことになる。
ISO 14001は、1996年9月に制定され、その後、2004年11月に規定の明確化とISO 9001との両立性という原則によって規格改定が行われた。
ISO 14001は環境マネジメントシステムが満たすべき必須事項を定めている。関連規格であるISO 14004は、ISO 14001の適用にあたって組織がいかに環境マネジメントシステムを構築するか広義で詳細な事項が示された手引きであり、拘束力はない。日本国内ではこれらに対応して、それぞれ日本工業規格 JIS Q 14001, JIS Q 14004が制定され、規格群中の他の規格もJIS化が行われている。
近年では、環境マネジメントシステムの適用範囲の拡大が見られ、組織の社会的責任 (SR: Social Responsibility) を評価する際の基準に利用されることがあり、社会的責任投資 (SRI: Socially Responsible Investment) にも関連している。また、組織内外の双方向コミュニケーションによる環境コミュニケーションが促進され、その情報は重要な企業情報として位置づけられる動向がある。

### 審査登録制度
組織がISO 14001に基づく環境マネジメントシステムを構築したことを社会へ伝えるには、自己宣言と、外部機関による評価が利用できる。外部機関である審査登録機関が第三者として審査登録制度に基づき組織を審査し、適合している場合は、公に証明され、登録証書が発行される。これがISO 14001の認証（審査登録）である。有効期間は審査登録機関によって異なるが、おおむね登録日から3年間である。
用語「認証」と「認定」
マネジメントシステムが規格に適合していることを審査し登録する場合には、「審査登録」または「認証」と用語を使用し、審査登録機関・審査員評価登録機関・審査員研修機関に対して用いる「認定」という用語とは区別する。
国際標準化機構内の政策開発委員会のひとつである適合性評価委員会 (CASCO) が作成した規格 (ISO/IEC 17011) に適合した「認定機関」が、適合性評価機関、すなわち「審査登録機関（認証機関）」、審査員の資格を与える「審査員評価登録機関」、審査員になるための研修を行う「審査員研修機関」の審査・認定・登録を統括する。なお、認定機関は他の認定機関と相互承認することによって適合性を保っている。日本での唯一の認定機関は日本適合性認定協会 (JAB) であり、海外の認定機関と相互承認している。
日本では、品質管理の国際規格である初期のISO 9000シリーズを不要とした国際的な背景もあり、環境問題に関して積極的な取組みが行われ、ISO 14001を認証取得した組織数は群を抜いて世界最多国である。したがって、日本は審査登録機関の市場として、海外の認定機関から認定された審査登録機関（認証機関）による進出が多く、国際通商、要求事項の翻訳解釈、各国の法的要求事項などのメリットとデメリットが数多く挙げられる。組織が審査登録または認証を必要とする場合は、対象となる項目範囲と登録の範囲を決め、審査登録機関の選択をする。
中小企業であっても、大手企業との商取引において認証の取得が要求され、取得することが珍しくなかった。企業以外でも、地方自治体など企業以外の組織が認証を受ける例も多くなり、イメージアップを企図したNPO、学校法人、宗教法人などが取得する例も見られる。ただし、認証取得していることが必ずしも適切な環境マネジメントシステムを構築していることを意味するとは限らないので、取引先などの利害関係者の評価も重要視される。
形骸化を防ぐ目的などから、この規格の認証は毎年更新を受けなければならない制度になっているので、認証を維持し続けるためには次のようなコストが毎年発生する。
- 更新審査や更新時の手数料などの事務経費
- 従業員・職員などへの教育
- 関連する設備への継続的な補修や投資

### ISO 14001の内容
ISO 14000シリーズの中でも最も基本となるISO 14001（環境マネジメントシステム ― 要求事項）の主な内容は、次のとおり。
- 4.1 一般要求事項
- 4.2 環境方針
- 4.3 計画 
  - 4.3.1 環境側面
  - 4.3.2 法的及びその他の要求事項
  - 4.3.3 目的、目標及び実施計画
- 4.4 実施及び運用 
  - 4.4.1 資源、役割、責任及び権限
  - 4.4.2 力量、教育訓練及び自覚
  - 4.4.3 コミュニケーション
  - 4.4.4 文書類
  - 4.4.5 文書管理
  - 4.4.6 運用管理
  - 4.4.7 緊急事態への準備及び対応
- 4.5 点検 
  - 4.5.1 監視及び測定
  - 4.5.2 順守評価
  - 4.5.3 不適合並びに是正処置及び予防処置
  - 4.5.4 記録の管理
  - 4.5.5 内部監査
- 4.6 マネジメントレビュー

## ISO 14000ファミリー
ISO 14000規格群には、次のものがある。
- ISO 14001:2015 環境マネジメントシステム（EMS）― 要求事項及び利用の手引き
- ISO 14004:2016 環境マネジメントシステム ― 実施の一般指針
- ISO 14015 環境マネジメント ― 用地及び組織の環境アセスメント (EASC) …… 土壌汚染に関する規格
- ISO 14020シリーズ 環境ラベル (EL)
- ISO 14030シリーズ 環境パフォーマンス評価 (EPE)
- ISO 14040シリーズ ライフサイクルアセスメント (LCA)
- ISO 14050 環境マネジメント ― 用語
- ISO 14051 環境マネジメント ― マテリアルフローコスト会計 一般枠組み
- ISO/TR 14062 環境マネジメント ― 環境適合設計 …… 技術報告書（Technical Report）として発行、JIS の TR Q 0007 に対応する。
- ISO 14063 環境マネジメント ― 環境コミュニケーション[5]
- ISO 14064-1 温室効果ガス ― 第1部：組織における温室効果ガスの排出量及び吸収量の定量化及び報告のための仕様並びに手引
- ISO 14064-2 温室効果ガス ― 第2部：プロジェクトにおける温室効果ガスの排出量削減又は吸収量増大の定量化、監視及び報告のための仕様並びに手引
- ISO 14064-3 温室効果ガス ― 第3部：温室効果ガスに関する主張の有効化確認及び検証のための手引
- ISO 14065 温室効果ガス ― 温室効果ガスに関する認定又はその他の承認において使用される有効化確認及び検証を行う機関に対する要求事項
- ISO 14066 温室効果ガス ― 温室効果ガスに関する主張の有効化確認及び検証を行う者の力量に関する要求事項
- ISO Guide64 製品規格に環境側面を導入するための指針 …… JIS では JIS Q 0064 として制定
- ISO 19011 品質及び環境マネジメントシステム監査のための指針

## ISO 14015
ISO 14015（用地及び組織の環境アセスメント）の目次は次のとおり。
- 0 序文
- 1 適用範囲
- 2 用語及び定義
  - 2.1 被評価側
  - 2.2 評価者
  - 2.3 事業への影響
  - 2.4 依頼者
  - 2.7 用地及び組織の環境アセスメント (EASO)
  - 2.9 環境事項
  - 2.11 実地探査
  - 2.13 被評価側の代表者
  - 2.14 用地
  - 2.15 妥当性確認
- 3 役割及び責任
  - 3.1 依頼者
  - 3.2 被評価側の代表者
  - 3.3 評価者
- 4 アセスメント手順
  - 4.1 一般
  - 4.2 計画作成
    - 4.2.1 一般
    - 4.2.2 アセスメントの目的
    - 4.2.3 アセスメントの範囲
    - 4.2.4 アセスメント基準
    - 4.2.5 アセスメント計画

  - 4.3 情報収集及び妥当性確認
    - 4.3.1 一般
    - 4.3.2 既存文書及び記録の検査
    - 4.3.3 活動及び物理的状態の観察
    - 4.3.4 面接調査
- 5 報告

評価の詳しい内容は、土壌第三者評価を参照のこと。